# Tablice rejestracyjne w Holandii

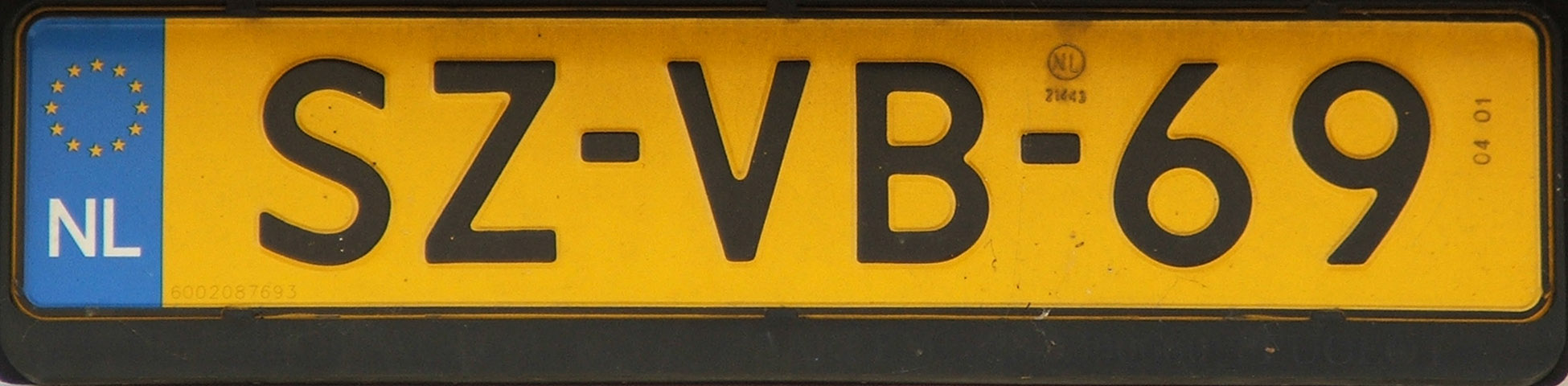
Tablica rejestracyjna z Holandii

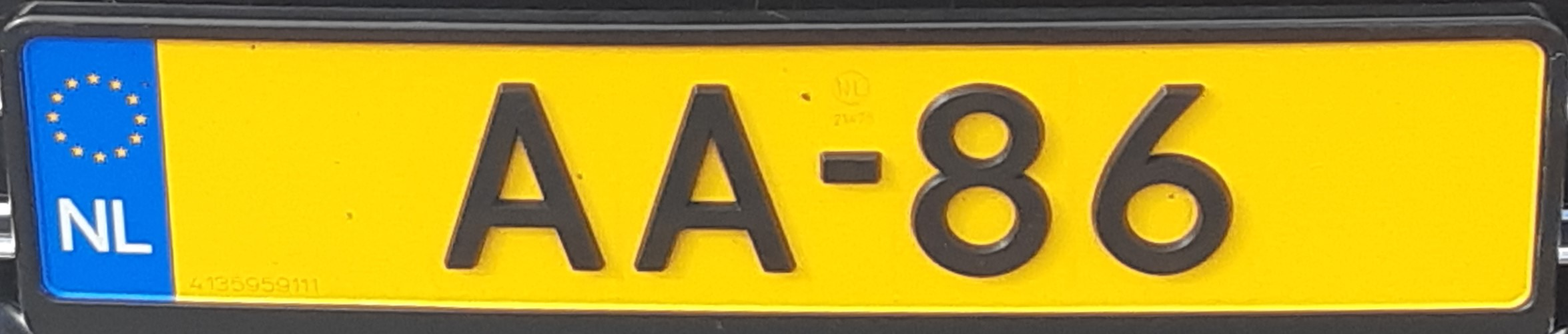
Holandii

Holenderskie tablice rejestracyjne w okresie 1906–1951 miały schemat 1 litera – 3 (4, 5) cyfr, gdzie pierwsza litera to wyróżnik miejsca rejestracji pojazdu.
W systemach późniejszych nie ma już możliwości zidentyfikowania miejsca rejestracji pojazdu. Od 1951 r. wprowadzano kolejne schematy po wyczerpywaniu się dostępnych kombinacji w aktualnie obowiązującym:
- w 1951 r. wprowadzono schemat: 2 litery – 2 cyfry – 2 cyfry;
- w 1965 r.: 2 cyfry – 2 cyfry – 2 litery;
- w 1973 r.: 2 cyfry – 2 litery – 2 cyfry;
- w 1978 r.: 2 litery – 2 cyfry – 2 litery;
- w 1991 r.: 2 litery – 2 litery – 2 cyfry;
- w 1999 r.: 2 cyfry – 2 litery – 2 litery;
- w 2008 r.: 2 cyfry – 3 litery – 1 cyfra;
- w 2013 r.: 1 cyfra – 3 litery – 2 cyfry;
- w 2015 r.: 2 litery – 3 cyfry – 1 litera;
- w 2019 r.: 1 litera – 3 cyfry – 2 litery;
- w 2024 r.: 3 litery - 2 cyfry - 1 litera;

W kombinacjach nie występują litery: A, C, E, I, M, O (poza tablicami dla przyczep, gdzie może być pierwszą literą), Q, U, W.
W przeciwieństwie do większości krajów, w Holandii tablica rejestracyjna jest przypisana do pojazdu i posiada go dożywotnio (przy zmianie właściciela numer rejestracyjny, jak i tablice pozostają takie same).
W międzynarodowym kodzie samochodowym Holandia ma symbol – NL.